# Аюпов, Рашид Абатуллаевич
Рашид Абатуллаевич (Абатович) Аюпов (каз. Рашид Абатуллаұлы (Абатұлы) Аюпов; род. 4 марта 1981, Кентау, Чимкентская область, Казахская ССР) — казахстанский государственный деятель, аким городов Кентау (март — август 2022) и Туркестана (2019—2021).

## Биография
Родился 4 марта 1981 года в городе Кентау Чимкентской (ныне Туркестанской) области.

### Образование
Окончил Шымкентский университет, Шымкентский социально-педагогический университет и Академический инновационный университет, квалификация «бакалавр информатики», «бакалавр государственного управления», «юрист».
Выпускник президентской программы «Болашак» — окончил Лондонский университет королевы Марии (Великобритания) по специальности «магистр государственного управления».

### Трудовая деятельность
Трудовую деятельность начал в 2000 году в родном городе инженером-оператором производственного кооператива «Даулет».
В 2004—2009 — оператор, ведущий специалист, заместитель директора, директор Информационно-испытательного центра Агентства по делам государственной службы Республики Казахстан, помощник председателя Агентства по делам государственной службы РК.
В 2009—2015 — заведующий сектором отдела государственной службы и кадровой работы, главный консультант отдела финансово-хозяйственной и кадровой работы, главный консультант секретариата Канцелярии премьер-министра РК.
В 2015—2017 — руководитель аппарата акима города Шымкента.
В 2017—2018 — представитель партии «Нур Отан» в Правительстве Республики Казахстан, руководитель центра информационных технологий партии «Нур Отан», советник акима города Шымкента.
В 2018—2019 — председатель правления АО «НК «СПК «Shymkent».
В 2019—2021 — аким города Туркестана.
В 2021—2022 — заместитель акима Туркестанской области.
С 10 марта по 11 августа 2022 года — аким города Кентау.

### Уголовное преследование
В мае 2023 года стало известно, что Аюпов обвиняется в подстрекательстве к дачи взятки и мошеничестве. Следствием установлено, что ещё в 2013 году, во время работы в канцелярии премьер-министра Казахстана, он склонил собственника частной компании к даче взятки ответственным должностным лицам в особо крупном размере, обещая за это обеспечить победу в тендере по строительству. Решением суда Аюпов был приговорён к 10 годам лишения свободы с отбыванием в учреждении средней безопасности.